# III Korpus Flak (III Rzesza)
III Korpus Artylerii Przeciwlotniczej (niem. III. Flakkorps) – jeden z niemieckich związków taktycznych Luftwaffe, w czasie II wojny światowej uczestniczył głównie w walkach z wojskami aliantów zachodnich. 
Utworzony 22 lutego 1944 roku na terytorium okupowanej Francji w oparciu o sztab 11 Dywizji Zmotoryzowanej Flak. W latach 1944–1945 brał udział w walkach na froncie zachodnim. Swymi działaniami bojowymi wspierał walczącą w Normandii 5 Armię Pancerną. Zniszczony został w 1945 roku w Zagłębiu Ruhry przez wojska aliantów zachodnich.

## Dowódcy korpusu
- gen. por. Johannes Hintz (22 lutego 1944)
- gen. Wolfgang Pickert (28 maja 1944)
- płk Werner von Kistowski (20 lipca 1944)
- gen. Wolfgang Pickert (3 sierpnia 1944)
- gen. por. Heino von Rantzau (21 marzec 1945)[2]